# Néjino
Néjino (en rus: Нежино) és un poble del krai de Primórie, a l'Extrem Orient de Rússia, que en el cens del 2010 tenia 435 habitants.